# Actinoposthia biaculeata
Actinoposthia biaculeata is een soort uit de familie Actinoposthiidae, die behoort tot de onderstam Acoelomorpha. Een kenmerkende eigenschap van de worm is dat hij tweeslachtig is, maar geen gonaden heeft. In plaats daarvan plant hij zich voort door middel van gameten, die hij produceert uit mesenchym. Verder heeft de worm geen darmen. 
De worm leeft in zee, tussen sedimentair gesteente. Actinoposthia biaculeata werd in 1974 voor het eerst wetenschappelijk beschreven door Faubel. 